# Tropicália

Caetano Veloso roku 1972

Tropicália či tropicalismus bylo brazilské politicko-hudební hnutí, které vzniklo v 60. letech 20. století. K jeho představitelům patřil Caetano Veloso, skupina Os Mutantes, Gilberto Gil, Gal Costaová, Tom Zé či básník a textař Torquato Neto. Krom hudby bylo složkou hnutí i divadlo a poezie. Hnutí bylo charakterizováno kombinací populární kultury a avantgardy, stejně jako fúzí tradiční brazilské kultury se zahraničními vlivy. Hudba spojovala brazilské a africké rytmy s pop-rockem a psychedelickým rockem. Klíčovým bylo kolektivní album Tropicália: ou Panis et Circencis z roku 1968, jež bylo jakýmsi hudebním manifestem hnutí. Hnutí bylo ovlivněno "antropofagickou filozofií" básníka Oswalda de Andradeho, který ve 20. letech 20. století vyhlásil, že osudem brazilské kultury je "kulturní kanibalismus", tedy syntéza nesourodých vlivů. Politicky hnutí vyjadřovalo kritiku převratu v roce 1964, v němž armáda svrhla levicového prezidenta João Goularta. Zvláště Veloso a Gil se aktivně účastnili protivládních demonstrací.
Hnutí mělo blízko k anarchismu, naopak se dostalo do střetu s brazilskými mladými marxisty, kteří tropicalismus kritizovali jako poškozený zkorumpovanými vlivy západní kapitalistické populární kultury. Konflikt s komunistickými studenty vygradoval v září 1968 na třetím mezinárodním festivalu písní na katolické univerzitě v Riu, kdy levicoví studenti přerušili Velosovo vystoupení. V únoru 1969 byli Veloso a Gil zatčeni a uvězněni vojenskou juntou. Po dvou měsících byli propuštěni a následně donuceni odejít do exilu v Londýně, kde pokračovali ve své hudební kariéře. V roce 1972 se mohli vrátit do Brazílie.
V roce 1993 Veloso a Gil vydali album Tropicália 2, jímž oslavili 25 let hnutí. K hudebníkům ovlivněným tropicalismem patří Beck, Talking Heads, Devendra Banhart či Nelly Furtado.